# Lastreopsis nigritiana
Lastreopsis nigritiana är en träjonväxtart som först beskrevs av Bak., och fick sitt nu gällande namn av Tind. Lastreopsis nigritiana ingår i släktet Lastreopsis och familjen Dryopteridaceae. Inga underarter finns listade.